# 791
Évszázadok: 7. század – 8. század – 9. század
Évtizedek: 740-es évek – 750-es évek – 760-as évek – 770-es évek – 780-as évek – 790-es évek – 800-as évek – 810-es évek – 820-as évek – 830-as évek – 840-es évek
Évek: 786 – 787 – 788 – 789 –  790 – 791 – 792 – 793 – 794 – 795 – 796

## Események

### Európa
- Nagy Károly frank király hadjáratot indít az avarok ellen. Fia, Itáliai Pippin egy gyors mozgású lovas sereggel Friuliból indulva nyár elején feldúlja a Dráva völgyét. Károly (akit elkísér másik fia, Lajos) aratás után indul Regensburgból a két részre osztott fősereggel a Duna két partján. Az avarok kiürítik a határvidéket, így jelentősebb ellenállás nélkül halad a folyó mentén és elfoglalja Cumeoberg határerődjét (a mai Krems an der Donau-nál). A frankok a Rábáig nyomulnak előre, de ekkor egy járvány miatt lovaik 90%-a elhullik és ősz végére visszatérnek Regensburgba. A hadjárat során a királyt kísérő Sindpert regensburgi és Angilram metzi püspökök betegségben meghaltak.
- Nagy Károly lekötöttségét kihasználva ismét fellázadnak a szászok.
- Sankt Pöltenben bencés kolostort alapítanak.
- Hisám córdobai emír megtámadja a keresztény Asztúriai Királyságot. Az asztúriaiak a Burbia folyónál lecsapnak a zsákmánnyal visszafelé tartó muszlimokra, de súlyos vereséget szenvednek. Az eredetileg diakónusból királlyá választott I. Bermudo emiatt lemond és kolostorba vonul. A trónt II. Alfonz (I. Fruela száműzetésben élő fia) foglalja el.
- I. Æthelred northumbriai király bántatlanságot ígér Ælfwald volt király yorki katedrálisba menekült fiainak, Ælfnek és Ælfwine-nek, de amikor előjönnek, mindkettejüket vízbe fojtatja.

### Észak-Afrika
- Hárún ar-Rásíd kalifa orgyilkosa megmérgezi a Marokkóba menekült Idrísz imámot. Két hónappal később megszülető fiát, II. Idríszt 803-ban választják majd imámmá.

## Születések
- II. Idrísz, idríszida imám

## Halálozások
- I. Idrísz, idríszida imám

## Fordítás
- Ez a szócikk részben vagy egészben  a(z)   791 című angol Wikipédia-szócikk ezen változatának fordításán alapul.  Az eredeti cikk szerkesztőit annak laptörténete sorolja fel. Ez a jelzés csupán a megfogalmazás eredetét és a szerzői jogokat jelzi, nem szolgál a cikkben szereplő információk forrásmegjelöléseként.